# Josefa Menéndez
 (décembre 2020).
Si vous disposez d'ouvrages ou d'articles de référence ou si vous connaissez des sites web de qualité traitant du thème abordé ici, merci de compléter l'article en donnant les références utiles à sa vérifiabilité et en les liant à la section « Notes et références ».
Pour les articles homonymes, voir Menéndez.
Josefa Menéndez (1890-1923) est une religieuse catholique espagnole qui a vécu en France presque quatre années, du 5 février 1920 à sa mort le 29 décembre 1923. Très grande mystique aux yeux de plusieurs personnes, elle a reçu des quantités de messages attribués à Jésus, messages d'une grande simplicité. 
Mère de Lescure les a regroupés dans un livre Un Appel à l'Amour, publié en 1938, béni par le futur pape Pie XII. En 1944, un deuxième ouvrage, plus complet que le premier et ayant le même titre (Un Appel à l’Amour), est édité. L’Église catholique n’a toujours pas reconnu les messages de Josefa Menéndez comme venant du ciel. La cause pour sa béatification est en cours (ouverture du procès depuis novembre 1947).

## Biographie
Issue d'un milieu modeste, elle se sentait appelée à la vie monastique. En tant que couturière elle, fille aînée, a depuis 1907 travaillé pour sa famille. En 1917, elle est apparue pendant six mois dans le noviciat des Servantes du Divin Cœur, mais les lamentations de leur mère les a ramenés à la maison.
En février 1920, elle entre au couvent des Religieuses du Sacré-Cœur de Jésus des Feuillants à Poitiers, en France.
Dans le monastère, Josefa Menéndez eut pendant près de quatre ans des visions du Sacré-Cœur, dont elle a fait des dossiers écrits. Leur investiture a eu lieu le 16 juillet 1920. Josefa Menéndez est décédée le 29 décembre 1923. Un procès en béatification est ouvert.
En ce qui concerne son procès en vue d’une éventuelle béatification, l’archevêque de Poitiers, Mgr Wintzer notait : « l’Église a toujours été très réservée sur sœur Josefa. J’ai vu que des religieuses du Sacré-Cœur faisaient partie du comité de direction et du comité consultatif du fonds, mais les supérieures de la congrégation ont toujours été circonspectes sur une éventuelle béatification de sœur Josefa. Certaines conjonctions conduisent à allumer tous les voyants au rouge ».
En 1938, avec la permission du secrétaire d'État de l'époque, le cardinal Eugenio Pacelli (le futur Pie XII), parut aux éditions de l'Apostolat de la Prière (Toulouse), Un Appel à l'Amour, la biographie de Josefa Menéndez, contenant ses propres registres des visions.

## Filmographie
- Documentaire de Xavier Roujas, Josefa Menéndez, Un appel à l'Amour. Production : L'Œuvre du Sacré-Cœur, 2008 - Diffusion KTO